# Guyot (familie)
Guyot is een Zuid-Nederlandse adellijke familie.

## Geschiedenis
In 1688 werd Daniel Guyot, gehuwd met Maria Greyns, in de adelstand bevestigd door koning Karel II van Spanje.
De genealogie zag er tegen het einde van de 18e eeuw als volgt uit:
- Jean-Baptiste Guyot (1748-1789), grootaalmoezenier van Antwerpen, x Françoise Peeters
  - François Guyot (zie hierna)
  - Edouard Guyot (1785-1846), vroeg geen erkenning in de adel aan, x Marie-Catherine della Faille (1798-1878)
    - Victor Guyot (zie hierna)
    - Alfred Guyot (zie hierna)

## François Guyot
François Joseph Guyot de Cruynighem-Brouck (Antwerpen, 16 december 1783 - 17 december 1858), schepen van Antwerpen en directeur van de belastingen voor de provincie Antwerpen. Hij werd in 1818, onder het Verenigd Koninkrijk der Nederlanden, erkend in de erfelijke adel en benoemd in de Ridderschap van de provincie Antwerpen. Hij trouwde in 1808 in Antwerpen met Caroline van Moorsel (1789-1841). Ze kregen vijf zoons en drie dochters. Slechts Emile Guyot (1814-1900), burgemeester van Ekeren, trouwde, maar bleef kinderloos. Deze familietak doofde dan ook bij zijn overlijden uit.

## Victor Guyot
- Victor Edouard Guyot (Antwerpen, 7 januari 1824 - Brasschaat, 11 november 1887), werd in 1856 erkend in de erfelijke adel. Hij trouwde in 1855 met gravin Philomène Le Grelle (1835-1897), dochter van graaf Gérard Le Grelle, lid van het Nationaal Congres, burgemeester van Antwerpen en volksvertegenwoordiger.
  - Edouard Guyot (1856-1926), trouwde in 1917 in Ekeren met Marie-Catherine Laenen (1892-1972). Ze kregen een dochter.
    - Edouardine Guyot (1918-2015), trouwde in 1939 in Sint-Lambrechts-Woluwe met jhr. Aquilin Janssens de Bisthoven (1915-1999), hoofdconservator van de Stedelijke Musea van Brugge. Ze kregen twee zoons en zes dochters, met afstammelingen tot heden.

  - Fernand Guyot (1860-1930), interim-burgemeester van Brasschaat, trouwde in 1889 in Antwerpen met Aline de Meester (1867-1931), dochter van Athanase de Meester, senator. In 1928 kreeg hij vergunning om de Mishaegen aan de familienaam toe te voegen. Ze kregen drie zoons en drie dochters, met afstammelingen tot heden.
    - Maxime Guyot de Mishaegen (1890-1952), vicevoorzitter van Koninklijke Belgische Tennisbond, trouwde in 1941 in Antwerpen met Berthe Blondeel (1900-1975).
    - Edouard Guyot de Mishaegen (1891-1964), trouwde in 1922 in Kapellen met jkvr. Annette Cogels (1900-1953), ontdekkingsreiziger, sporter en schrijver, dochter van jhr. Paul Cogels, geoloog en archeoloog. Ze kregen een dochter die op jonge leeftijd overleed. Hij hertrouwde in 1954 in Brasschaat met Marie Mafa (1909-). Het huwelijk bleef kinderloos.
    - Eliane Guyot (1893-1981), trouwde in 1922 in Brasschaat met Jacques Lamarche (1896-1971). Ze kregen twee zoons, met afstammelingen tot heden.
    - Béatrice Guyot (1896-1919)
    - Thierry Guyot de Mishaegen (1898-1973), trouwde in 1928 in Brussel met gravin Nicole de Beauffort (1907-2003). Ze kregen twee zoons en een dochter, met afstammelingen tot heden.
    - Gladys Guyot (1908-1990), doctor in politieke en sociale wetenschappen, religieuze in de Congregatie van het Heilig Hart en historica.

## Alfred Guyot
Alfred Honoré Guyot (Antwerpen, 7 februari 1831 - aldaar, 2 december 1905), volksvertegenwoordiger, trouwde met Marie-Jeanne van Praet (1839-1911). Ze kregen drie zoons die jong stierven. Ook deze tak is derhalve uitgedoofd. Hij verkreeg in 1856 erkenning in de erfelijke adel.